# Dmuchająca Szczelina
Dmuchająca Szczelina – jaskinia w zachodnim zboczu Kominiarskiego Wierchu w Dolinie Chochołowskiej w Tatrach Zachodnich. Wejście do niej znajduje się w zboczu Dudzińca, w pobliżu Jaskini w Dudzińcu, na wysokości 1230 metrów n.p.m. Jaskinia jest pozioma, a jej długość wynosi 5 metrów.

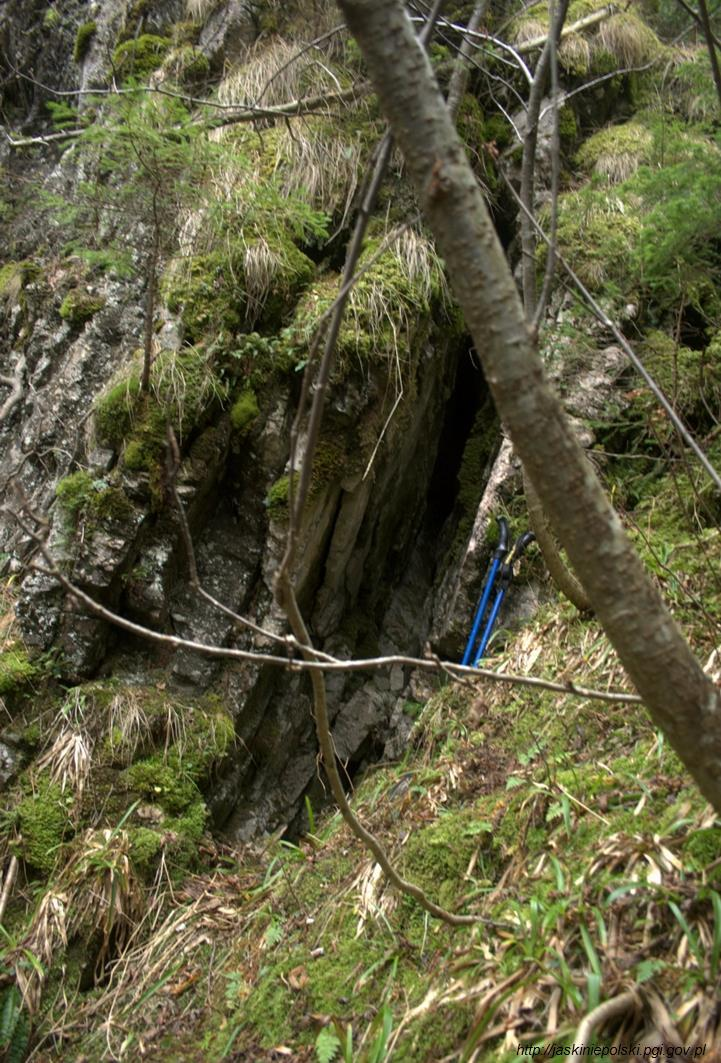
Otwór jaskini

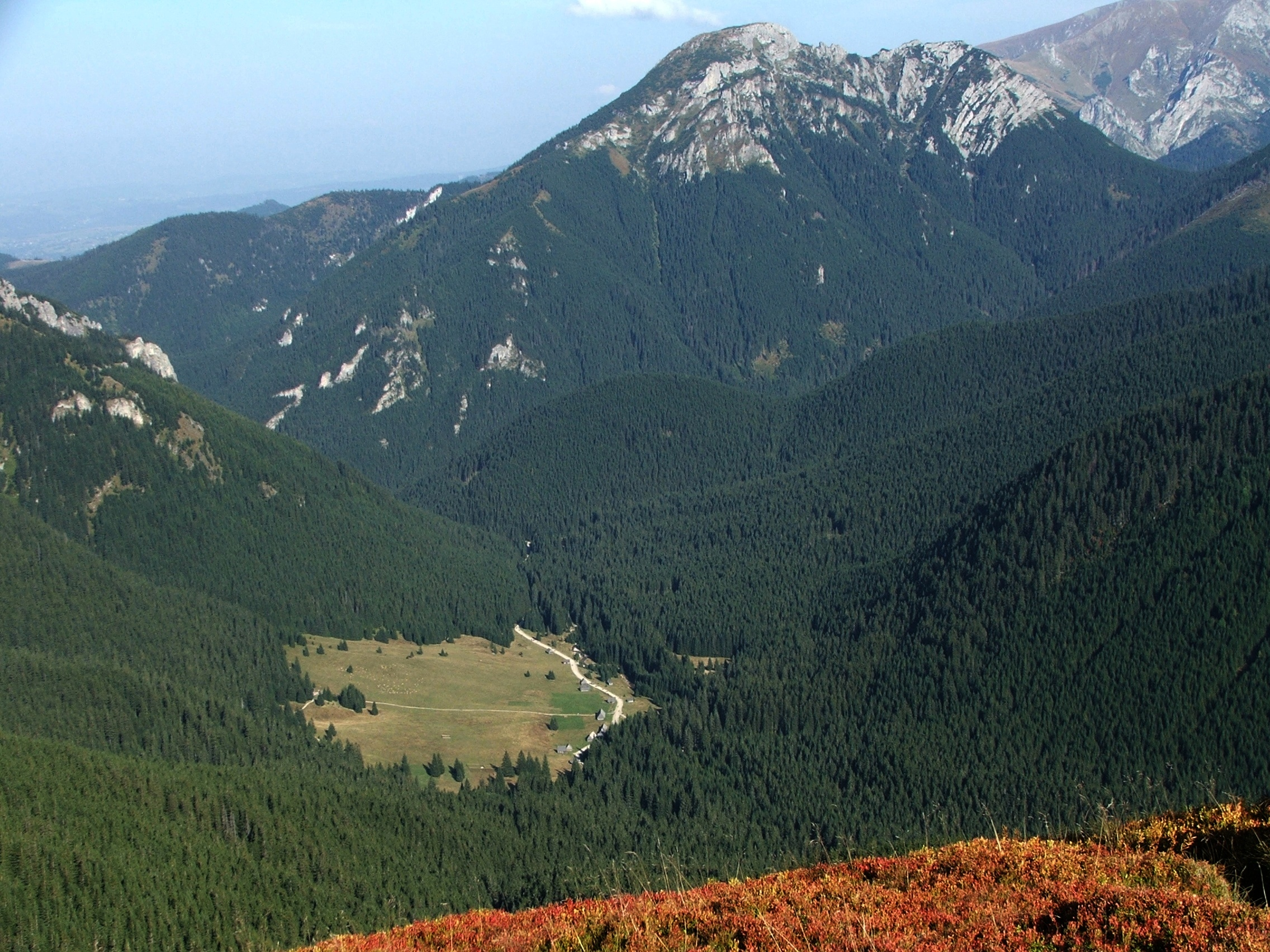
Widok na zachodnie zbocza Kominiarskiego Wierchu

## Opis jaskini
Jaskinię tworzy zwężająca się w dół, wysoka szczelina, początkowo bez stropu, w dolnej części nie do przejścia. Górną częścią można przejść po wantach około 5 metrów, do zwężenia.

## Przyroda
W jaskini brak jest nacieków. Ściany są wilgotne, nie ma na nich roślinności. Z dolnej części szczeliny wyczuwa się bardzo silny i zimny wywiew. Możliwe, że na dnie zalega cały rok lód.

## Historia odkryć
Brak jest danych o odkrywcach jaskini. Jej plan i opis sporządziła I. Luty przy pomocy H. Namirskiego w 2013 roku.